# Han Li
Han Li (chinesisch 韩利, * 16. Januar 1988 in Tai’an) ist eine chinesische Badmintonspielerin.

## Karriere
Han Li wurde 2003 ins chinesische Jugendnationalteam berufen. Erste Erfolge bei den Erwachsenen feierte sie bei der China Open Super Series 2008, wo sie es bis ins Achtelfinale des Dameneinzels schaffte. Auch bei der China Open Super Series 2011 stand sie im Achtelfinale. Bei den Macau Open 2011 wurde sie Zweite.

## Sportliche Erfolge
| Saison | Veranstaltung                  | Disziplin   | Platz | Name   |
| ------ | ------------------------------ | ----------- | ----- | ------ |
| 2008   | China Open                     | Dameneinzel | 9     | Han Li |
| 2011   | China Open                     | Dameneinzel | 9     | Han Li |
| 2011   | Macau Open                     | Dameneinzel | 2     | Han Li |
| 2012   | Australian Open                | Dameneinzel | 1     | Han Li |
| 2012   | Indonesia Open Grand Prix Gold | Dameneinzel | 1     | Han Li |